# Asterix a tajemství kouzelného lektvaru
Asterix a tajemství kouzelného lektvaru (v originále Astérix : Le Secret de la potion magique) je francouzsko-belgický animovaný film z roku 2018, který režírovali Alexandre Astier a Louis Clichy podle vlastního scénáře. Navazuje na film Asterix: Sídliště bohů z roku 2014. Snímek měl světovou premiéru dne 5. prosince 2018.

## Dabing postav
| Bernard Alane          | Panoramix                                      |
| Christian Clavier      | Asterix                                        |
| Guillaume Briat        | Obelix                                         |
| Lévanah Solomon        | Pectine                                        |
| Max Brunner            | Minix                                          |
| Ethan Astier           | Loustix                                        |
| Simon Brunner          | Sphérix / Cubix                                |
| Florence Foresti       | Bonemine                                       |
| Serge Papagalli        | Abraracourcix                                  |
| Laurent Morteau        | paní Agecanonixová                             |
| Luna Karys             | Agecanonix                                     |
| François Morel         | Ordralfabétix                                  |
| Lionnel Astier         | Cétautomatix                                   |
| Arnaud Léonard         | Assurancetourix                                |
| Joëlle Sevilla         | Iélosubmarine                                  |
| François Raison        | Vitrocéramix / Climatoseptix                   |
| Daniel Mesguich        | Sulfurix                                       |
| Gérard Hernandez       | Atmosphérix                                    |
| Patrick Bonnel         | Fantasmagorix                                  |
| Alex Lutz              | Téléférix                                      |
| Jacques Chambon        | Zurix                                          |
| Nicky Naudé            | Æpyornix / Fotovoltahix                        |
| Dominique Bastien      | Bazunix / Caustix                              |
| Christophe Fluder      | Bitnix                                         |
| Louis Clichy           | Magnétix / bratři Fratellinix                  |
| Philippe Morier-Genoud | Julius Caesar                                  |
| Olivier Saladin        | senátor Tomcrus                                |
| Alexandre Astier       | centurioni Oursenplus, Huiledolix a Blodimérix |
| Élie Semoun            | Cubitus                                        |
| Franck Pitiot          | Humérus                                        |
| Romain Segaud          | Tektonix / bratři Fratellinix                  |
| François Rollin        | Grotadefrix                                    |
| Éric Bougnon           | kapitán Rudovous                               |
| Daniel Laloux          | Triple-Patte                                   |
| Patrick Pineau         | Aplusbégalix                                   |
| Yoann Blanc            | Colchix                                        |

## Ocenění
- César: nominace na nejlepší animovaný film